# اوتررا
اوتررا (به اسپانیایی: Utrera) یک دهستان‌ در اسپانیا است که در استان سویا واقع شده‌است.

## خصوصیات
اوتررا ۶۸۴٫۲۶ کیلومترمربع مساحت و ۵۱٬۸۸۷ نفر جمعیت دارد و ۴۹ متر بالاتر از سطح دریا واقع شده‌است.